# شنوی
شنوی (به انگلیسی: Shanvey) یک روستا در بریتانیا است.